# ТЕС Корсте
ТЕС Корсте (норв. Kårstø) — електростанція у норвезькому регіоні Вестланн (південно-західна частина країни, що виходить до Північного моря), споруджена за технологією комбінованого парогазового циклу. Стала першою ТЕС такого типу в країні.
Майданчик для станції обрали в індустріальній зоні Корсте, розташованій на території комуни Тюсвер в окрузі Ругаланн, на північ від Ставангеру. Тут, зокрема, розташований потужний газопереробний завод, на який надходить продукція з численних офшорних родовищ. Відповідно, як основне паливо використовувався природний газ.
Введена в експлуатацію у 2007 році, станція розраховувалася на високі екологічні стандарти. Зокрема, фільтри забезпечували рекордно низьку емісію оксидів азоту. Передбачалося також, що в майбутньому ТЕС дообладнають установкою для вловлювання вуглекислого газу. Водночас ТЕС отримала звільнення від існуючого в Норвегії податку на викиди цієї речовини, що забезпечувало б економію на рівні до 100 млн доларів США на рік, без чого неможливо було зробити проєкт рентабельним.
У складі енергоблока встановлено обладнання компанії Siemens: газова турбіна SGT5-4000F потужністю 280 МВт та парова SST5-5000 потужністю 150 МВт.
Окрім виробітку електроенергії, станція могла забезпечувати теплопостачання місцевих споживачів. При цьому паливна ефективність при виробництві електроенергії становила 58 %, а у випадку використання в режимі ТЕЦ — до 85 %.
Незважаючи на новітні технології, ТЕС Корсте була б одним із найбільших джерел викидів діоксиду вуглецю в повітря, при повноцінній роботі здійснюючи емісію на рівні половини всіх автомобілів країни. Як наслідок, після 2011 року електростанція використовувалась епізодично та у 2014-му, лише через сім років після введення в експлуатацію, її поставили у консервацію.